# 메헤르 바바

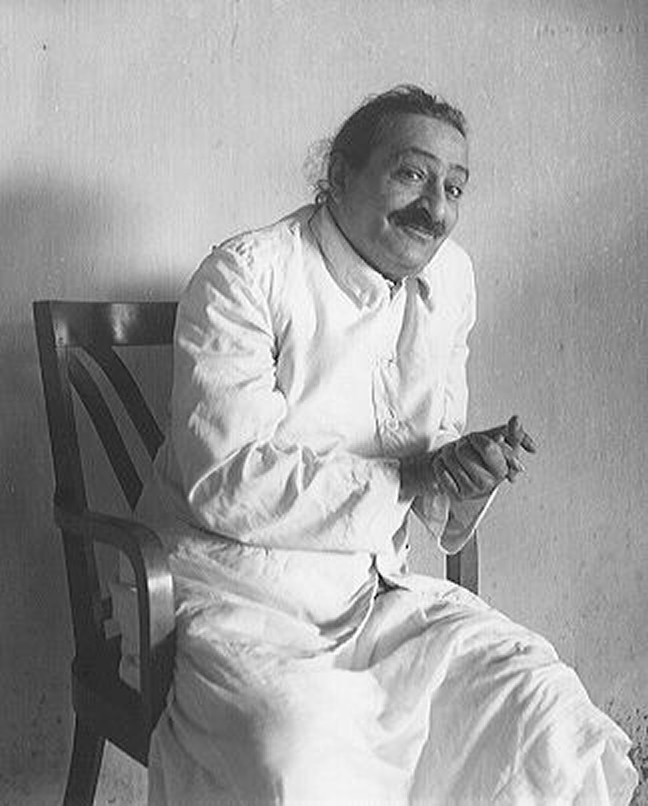
메헤르 바바(Meher Baba, मेहेरबाबा)

메헤르 바바, 메허바바 (Meher Baba, मेहेरबाबा 1894년 2월 25일 ~ 1969년 1월 31일)는 인도의 파시교 출신으로, 깨달음을 얻었다고 한다.
그의 영적 변화는 19세 때 시작되어 7년간 지속되었다. 이후 그는 27세의 나이로 1922년 초에 자신의 사명을 시작했고, 자신의 제자를 모으기 전에 총 5명의 영적 스승들과 접촉했다.
1925년 7월 10일부터 그의 생애가 끝날 때까지, 메헤르 바바는 알파벳 보드 또는 독특한 손짓으로 의사 소통을 하여 침묵을 유지했다. 그는 만달리와 함께 오랜 기간 동안 격리를 하면서 종종 금식했다. 그는 또한 널리 여행하고 공개 모임을 가졌으며, 나병 환자, 가난한 사람 등을 위한 병원, 학교, 쉼터 등의 자선 활동을 하셨다.
1931년, 그는 처음으로 서양을 방문하여 추종자들을 끌어들였다. 1940년대 대부분의 기간 동안 메헤르 바바는 머스트라고 불리던 일종의 영적 서포터들과 함께 일했다. 1949년에 선택된 만달리와 함께, 인도에서 "새로운 삶(생명)"이라고 불리는 신을 찾는 구도의 여행을 비밀리에 하기도 했다.
1952년 미국 오클라호마 (Oklahoma) 프라하 근처, 1956년 인도에서 두 번의 심각한 자동차 사고 당시, 차에 타 부상을 당한 후 걸음이 불편해졌다. 1962년에 그는 서양의 추종자들을 "동서양 모임"이라 불리는 인도의 대규모 다르샨에 초청했다. 그는 건강이 악화되었음에도 불구하고 1969년 1월 31일 사망할 때까지 금식과 격리가 포함된 "우주적 작업"이라고 불리는 것을 계속했다.
메헤르 바바는 환생을 가르치고, 현상적 세계가 환상이라는 것을 포함하여 삶의 원인과 목적에 관해 수많은 가르침을 주었다. 그는 우주는 상상력이며, 하나님은 실제로 존재하며, 각 영혼은 자신의 신성을 각기 깨닫기 위해 상상력을 실제로 통과하는 하나님이라고 가르쳤다. 또한 그는 하나님의 실현을 이루고자 함으로써 출생과 죽음의 바퀴를 피하고자 하는 갈망자에게 실질적인 조언을 주었다. 그는 또한 완벽한 스승들(Perfect Masters), 아바타 (Avatar), 그리고 그가 진화라고 부르는 영적 경로의 여러 단계에 있는 개념들에 대해서도 가르쳤다. 그의 가장 중요한 가르침은 그의 주요 저서 '담론'과 '신은 말한다'의 말씀에 기록되어 있다.
그가 남긴 인류적인 유산에는 인도에 설립한 아바타 메허 바바 영구 공익 재단 Meher Baba Charitable Trust, 몇몇 순례 센터, 대중 문화와 예술가에 대한 영향 및 "걱정하지 말고 행복하세요"와 같은 일반적인 문구 등이 있다. 메헤르 바바의 침묵은 그의 추종자들 사이에서도 신비한 문제로 남아있다.